# Uta Ranke-Heinemann
Uta Ranke-Heinemann (s celim imenom Uta Johanna Ingrid Ranke-Heinemann), nemška teologinja in avtorica več knjig in člankov o krščanstvu in o Cerkvi, * 2. oktober 1927, Essen, Nemčija, † 25. marec 2021.

## Življenje
Uta rojena Heinemann je najstarejša hči bivšega nemškega predsednika Gustava Heinemanna in njegove žena Hilde.
Leta 1947 je Uta maturirala z odličnim uspehom. Po tem je študirala evangeličansko teologijo v Oxfordu, Bonnu, Baslu in Montpellierju. Leta 1953 je prestopila v katoliško vero in nadaljevala s študijem katoliške teologije v Münchnu, kjer je bila sošolka Josepha Ratzingerja - poznejšega papeža Benedikta XVI.
Leta 1954 se je poročila z učiteljem verskega pouka Edmundom Rankejem, s katerim ima dva sinova (rojena 1958 in 1960). Mož ji je umrl 11. septembra 2001.
Od leta 1955 je bila docentka na nadškofijski katehetski šoli v Bonnu, od leta 1965 pa na visoki pedagoški šoli v Neussu. Leta 1969 je kot prva ženska sploh habilitirala v katoliški teologiji. Po tem je poučevala še na več šolah, hkrati pa je začela razvijati svoj kritični odnos do katoliške Cerkve. 
V spor s Cerkvijo je prišla, ko je odkrito izrazila dvom v katoliški nauk o Marijinem devištvu. Uta Ranke-Heinemann je trdila, da je bila Marija po Jezusovem rojstvu devica samo v moralnem smislu (tj. nikoli ni imela spolnih odnosov z nobenim moškim), predstavniki Cerkve pa so zagovarjali uradno stališče, da je bila Marija ves čas devica tudi v biološkem smislu (tj. da je imela tudi med porodom in po njem nepoškodovano deviško kožico). Zaradi tega ji je 15. junija 1987 essenski škof Franz Hengsbach vzel dovoljenje za poučevanje katoliške teologije. Po tem je poučevala zgodovino religije na essenski univerzi (ki ni pod okriljem Cerkve).
Uta Ranke-Heinemann ni nikoli izstopila iz katoliške Cerkve in redno plačuje cerkveni davek. Leta 1989 je plačala 42.000 nemških mark cerkvenega davka.

## Delo in misli
Njeni najpomembnejši knjigi sta prevedeni tudi v slovenščino; to sta:
- Katoliška Cerkev in spolnost. Evnuhi za nebeško kraljestvo. (original 1988, slovenski prevod 1992) V tej knjigi opisuje odnos krščanstva in Cerkve do žensk in do spolnosti. Knjiga je zelo polemična in se seveda ne sklada z uradnimi cerkvenimi stališči o opisanih vprašanjih. To knjigo najdemo celo na seznamu študijske literature na slovenski FDV pri predmetu Religija in seksizem (nosilka predmeta je prof. dr. Maca Jogan).

- Ne in amen. Napotek za verski dvom. (original 1992, slovenski prevod 2000) V knjigi govori o problemu prenove krščanstva. Ugotavlja, da je krščanstvo obremenjeno z zgodovino in ne ustreza sodobnemu svetu, hkrati pa tudi ne ustreza tistemu, kar je bilo krščanstvo v prvih stoletjih. Pravi kristjan naj po njenem ne bi nekritično sprejemal izročila in tradicije, ampak naj bi na prvo mesto postavil Jezusov nauk ljubezni do sočloveka. Prenovljena izdaja knjige iz leta 2002 ima naslov Ne in amen. Moje slovo od tradicionalnega krščanstva. (slovenski prevod še ne obstaja)

Uta Ranke-Heinemann se je v svojih kritičnih delih močno približala katoliškemu modernizmu v nekaterih pogledih pa ga je tudi presegla. Za ilustracijo navajamo nekaj njenih izjav (povzeto po Pogovoru Arhivirano 2013-03-27 na Wayback Machine. z dne 21. aprila 2004):
»Bog obstaja, vendar pa so naše predstavne zmožnosti dosti premajhne, da bi si ga lahko prav predstavljali.«
»Jezi me, da katoliki in evangeličani v veroizpovedi molijo, da je bil Jezus »rojen iz Device Marije, trpel pod Poncijem Pilatom, križan bil, umrl in bil v grob položen«. Iz veroizpovedi pa ne izvemo ničesar o tem, kaj je počel med rojstvom in smrtjo. Jezus bi lahko 30 let sedel doma in reševal križanke! Pomembno je smo njegovo čudežno deviško rojstvo in njegova krvava smrt. Vse, kar je storil vmes, je zakrito s čudeži. In kaj je učil, je vse prej kot lahko ugotoviti, saj so Jezusa medtem popolnoma prepleskali z zlatom in leta 325 celo razglasili za Boga. Lahko pa trdimo, da je pridigal o odpuščanju in ljubezni do sovražnikov.«
»Svojo negativno izpoved vere lahko strnem v naslednjih sedem točk:
- Sveto pismo ni Božje, pač pa človeško delo.
- Da Bog obstaja v treh osebah, je izmislek človeške domišljije.
- Jezus je človek in ne Bog
- Marija je Jezusova mati, ne pa Mati Božja.
- Bog je ustvaril nebesa in zemljo. Pekel so si izmislili ljudje.
- Izvirnega greha ni in hudiča tudi ne.
- Krvavo odrešenje na križu je poganska religija žrtvovanja ljudi po vzoru verske kamene dobe.«

»Zgradba katoliške Cerkve podpira homoseksualnost.«
Znan je tudi njen izrek:

»Osel si predstavlja Boga kot osla. Papež si predstavlja Boga kot človeka.«
O dunajskem kardinalu Christophu Schönbornu je imela vedno vtis, da dejansko širi Jezusovo sporočilo.